# Andrzej Lajborek
Andrzej Lajborek (ur. 21 lutego 1949 w Grajewie) – polski aktor teatralny i filmowy.
W 1971 roku ukończył studia na Wydziale Aktorskim Państwowej Wyższej Szkoły Teatralnej im. Ludwika Solskiego w Krakowie. Zadebiutował 20 lutego 1971 rolą Jana w Grze w zbijanego Ionesco w reżyserii Jerzego Jarockiego. W latach 1971–1975 pracował w Teatrze Dramatycznym w Szczecinie, a od 1975 jest aktorem Teatru Nowego im. Tadeusza Łomnickiego w Poznaniu. Wystąpił w ponad stu rolach teatralnych w spektaklach takich reżyserów jak Barbara Fijewska, Conrad Drzewiecki, Janusz Nyczak, Izabella Cywińska, Janusz Wiśniewski, Jerzy Satanowski, Erwin Axer, Krzysztof Babicki, Robert Gliński i Eugeniusz Korin.
W 1979 roku został laureatem Białego Bzu, zaś w 2013 roku został odznaczony Brązowym Medalem „Zasłużony Kulturze Gloria Artis”, a w 2021, podczas ceremonii odznaczania zasłużonych Wielkopolan, znalazł się na liście wyróżnionych Krzyżem Kawalerskim Orderu Odrodzenia Polski nadanym za wybitne zasługi dla kultury polskiej.

## Filmografia
- 1971: Trzecia część nocy
- 1975: W te dni przedwiosenne
- 1979: Sekret Enigmy
- 1979: Tajemnica Enigmy